# 앤디 훅
안드레아스 "앤디" 훅(독일어: Andreas "Andy" Hug 안디 후크[*], 1964년 9월 7일 ~ 2000년 8월 24일 )은 스위스의 킥복싱, 가라테 선수다.

## 생애
스위스의 취리히에서 태어났다. 그의 별명은 푸른 눈의 사무라이이다. 가라테를 베이스로 사용하는 선수로서 가라데 선수로는 처음으로 K-1 월드그랑프리 챔피언을 차지한 바 있다. 그의 특기는 훅 토네이도(하단 뒤돌려차기)와 엑스 킥(내려찍기)이다.

## 정보
키 180cm에 체중 98kg로 헤비급에선 왜소한 체격이다. 하지만 기량이 출중하고 투지가 좋아 많은 강자들을 상대해서 이겼다. 자신을 쓰러트린 상대에게는 반드시 리벤지에 성공하는 걸로 유명했다. 조국인 스위스와 일본에서 인기가 매우 높았으며 가라데 선수 출신으로는 처음으로 K-1우승 (1996년)과 3년 연속 K-1 월드 그랑프리 파이널결승 진출이라는 기록을 남긴다. 2000년 8월 17일 백혈병 진단을 받았으며 2000년 8월 24일 백혈병으로 사망하였는데 그의 죽음에 많은 일본인들이 슬퍼하고 조국 스위스에선 국장으로 장례식이 치러졌다. K-1에 한 획을 그은 인물이며 현재까지도 K-1에서 그를 추모하는 대회가 종종 열리곤 한다.